# Castellet de l'Ocaive
El Castellet de l'Ocaive o Castell d'Olocaiba (Al-Uqayba) diminutiu d'uqab (en àrab عُقاب), que significa altura, lloc elevat i per assimilació, també àguila. És originalment una torre de guaita d'origen musulmà, d'època post-califal, emplaçada al final de la ruta que va des de l'interior, Cocentaina, fins al port de Dénia. Està sota la protecció de la Declaració genèrica del Decret de 22 d'abril de 1949, i la Llei 16/1985 sobre el Patrimoni Històric Espanyol. En 2016 la Secretaria d'Estat de Cultura, a través de la Direcció General de Belles Arts i Béns Culturals i d'Arxius i Biblioteques, feu la inscripció del castell de l'Ocaive al Registre General de Béns d'Interés Cultural (BIC) amb el codi d'identificació 17829.

## Història
Segurament fou construït per a formar part d'una espècie de corona defensiva al voltant del Castell de Dénia, al qual històricament es troba unit, junt amb els castells de Segària, Laguar, Pop, Xaló, Calp i Polop. Originalment degué ser una torre exempta, possiblement després, un poc abans de la reconquesta, es convertia en fortalesa per a guarir la població de les alqueries que l'envoltaven, i que eren part del seu territori castral d'un atac de les tropes cristianes.
Es troba en un espectacular emplaçament rocós al sud-oest de la població de Pedreguer, en l'anomenada Muntanya Gran en direcció a la Llosa de Camatxo. Originalment va ser una alqueria musulmana, després de la Reconquesta, en 1244, la propietat del castell i l'alqueria d'Ocaive pertanyia a l'Almirall En Pere Ximén Carroç, qui en 1249 la va donar a Andrés i Albero Flix. En 1260 passa junt amb l'alqueria a Sancho Ruiz de Corella. Més tard, en 1271, va passar a Pere Rodríguez de Corella, després als Pujadas, els comtes d'Anna i finalment als de Cervelló. Durant la Guerra de les Germanies va ser escenari de diferents accions d'armes. Després de l'expulsió dels moriscs en 1609, va haver de ser repoblada amb cristians, vinguts sobretot de les Illes Balears i València.
Conserva les restes de la torre de l'homenatge i alguns llenços de muralla, i en un pla més baix un aljub. Probablement va ser abandonat en dates primerenques després de la Reconquesta, ja que deixa d'aparéixer ressenyat en tota la documentació històrica.